# CSA Steaua București (fotbal)
Clubul Sportiv al Armatei Steaua București, cunoscut sub numele de Steaua București, pe scurt Steaua, este un club de fotbal românesc din București, și una dintre secțiile sportive ale CSA Steaua București, ce evoluează în prezent în Liga a II-a. În 2017, clubul sportiv și-a reactivat secția de fotbal și a intrat în sezonul 2017-2018 al Ligii a IV-a.
În urma ultimului ordin judecătoresc (iunie 2021), acesta este cel mai de succes club de fotbal din România, cu recordul național pentru câștigarea trofeelor interne, plus Cupa Campionilor Europeni în 1986 și Supercupa Europei în 1987. Cu toate acestea, proprietatea asupra titlurilor este contestată între două entități, foruri precum UEFA și LPF atribuind toată istoria originală a echipei celuilalt club, FCSB. Verdictul din iunie 2021, nefiind definitiv, produce temporar efecte juridice, de aceea palmaresul 1947-1998 ține actualmente de CSA Steaua.
Culorile militarilor sunt roșu și albastru și își joacă meciurile de acasă pe Stadionul Steaua.

## Istoric
ASA București (Asociația Sportivă a Armatei București) a fost înființată pe 7 iunie 1947 la inițiativa mai multor ofițeri ai Casei Regale a României. Înființarea a avut loc în urma unui decret semnat de generalul Mihail Lascăr, înalt comandant al Armatei Regale Române. S-a format ca o societate sportivă cu șapte secții inițiale, inclusiv fotbal, antrenat de Coloman Braun-Bogdan. ASA a fost redenumit ca CSCA (Clubul Sportiv Central al Armatei) în 1948 și CCA (Casa Centrală a Armatei) în 1950.
În 1949, CSCA a câștigat primul său trofeu, Cupa României, învingând CSU Cluj cu 2–1 în finală. Sub numele de CCA, clubul a reușit să câștige trei titluri la rând în 1951, 1952 și 1953, împreună cu prima sa dublă Campionat-Cupă în 1951. În anii 1950, așa-numita „echipa de aur a CCA” a devenit la nivel național faimoasă. În 1956, echipa națională a României (compusă exclusiv din jucători ai CCA) a jucat cu Iugoslavia la Belgrad și a câștigat cu 1-0. În același an, CCA, antrenată de Ilie Savu, a devenit prima echipă românească care a participat la un turneu din Anglia, unde a obținut rezultate remarcabile împotriva celor de la Luton Town, Arsenal, Sheffield Wednesday și Wolverhampton Wanderers.

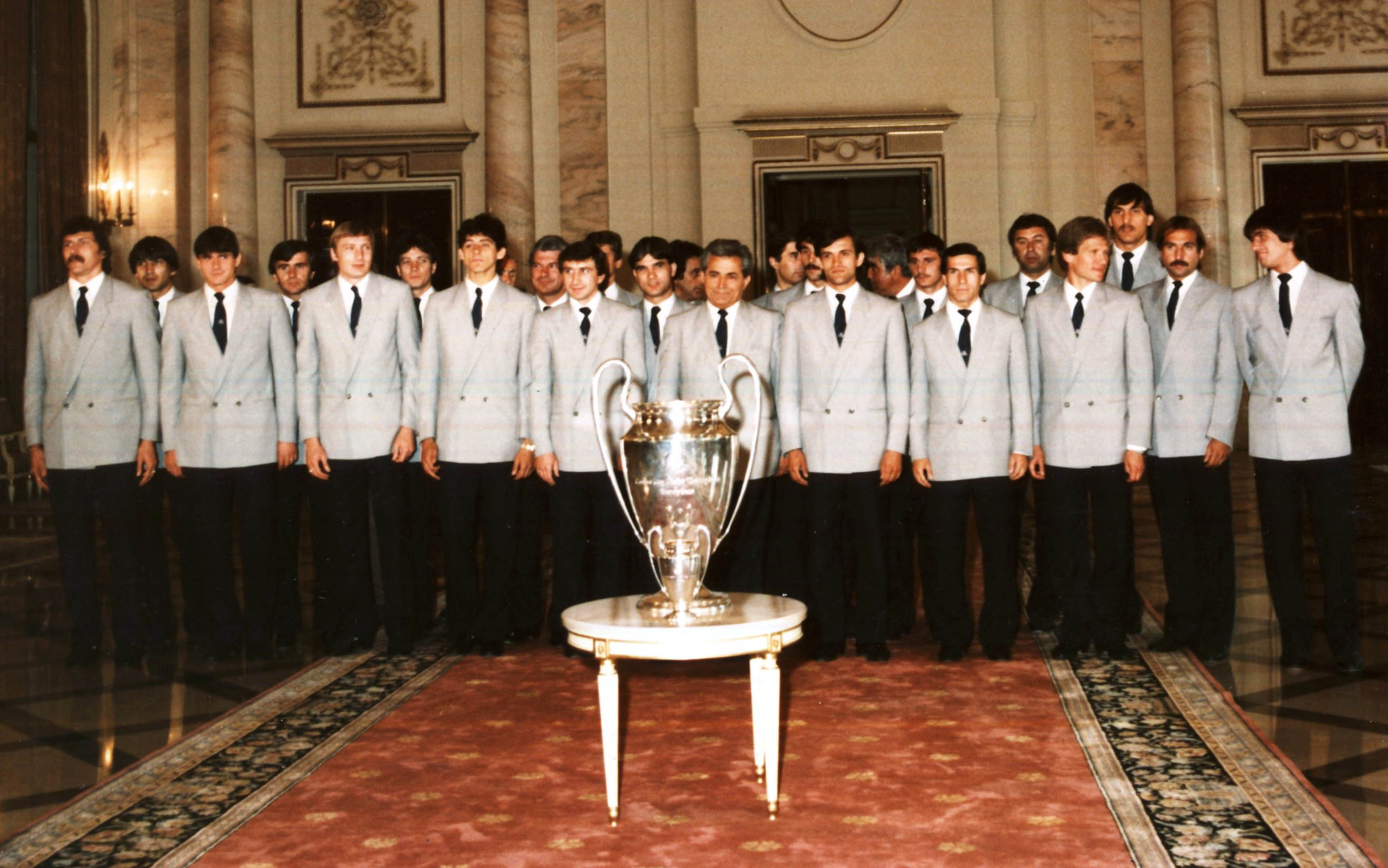
Echipa Steaua cu Cupa Campionilor Europeni în 1986.

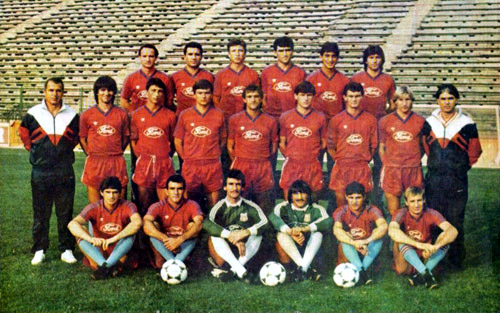
Lotul echipei Steaua în 1989, an în care a jucat finala Cupei Campionilor Europeni

La sfârșitul anului 1961, CCA și-a schimbat denumirea din nou în CSA Steaua București (Clubul Sportiv al Armatei Steaua). Noul nume al clubului a fost adoptat datorită prezenței unei stele roșii, un simbol al majorității cluburilor armatelor din Europa de Est. A urmat o perioadă săracă de aproape două decenii în care clubul a reușit să obțină doar trei campionate (1967–68, 1975–76, 1977–78). În schimb, echipa a câștigat nouă cupe, fapt pentru care a câștigat porecla de „specialiștii Cupei”. Tot în această perioadă, pe 9 aprilie 1974, terenul Stelei, Stadionul Ghencea, a fost inaugurat cu un meci amical împotriva OFK Belgrad.
Sub conducerea antrenorilor Emerich Jenei și Anghel Iordănescu, Steaua a avut un parcurs impresionant în sezonul 1984-85, pe care l-a câștigat după o pauză de șase ani. Ulterior, Steaua a devenit primul club din România care a ajuns într-o finală a Cupei Campionilor Europeni, pe care a câștigat-o în cele din urmă împotriva Barcelonei la penalty-uri (2-0 datorită portarului Helmuth Duckadam salvând toate cele patru penalty-uri executate de spanioli), după o remiză fără goluri. Steaua a devenit, așadar, prima echipă din Europa de Est care a revendicat titlul de campioni europeni. O Supercupă Europeană suplimentară a fost câștigată în 1987 împotriva lui Dinamo Kiev. Steaua a rămas în fruntea fotbalului european pentru restul deceniului, reușind încă o semifinală a Cupei Campionilor în 1987-88 și încă o finală în 1989, pe care a pierdut-o cu 4-0 în fața Milanului. În special, aceasta s-a adăugat celor patru titluri naționale suplimentare (1985-86, 1986-87, 1987-88, 1988-89) și patru cupe naționale (1984-85, 1986-87, 1987-88, 1988-89). Mai mult, din iunie 1986 până în septembrie 1989, Steaua a înregistrat 104 meciuri fără înfrângere în campionat, stabilind un record mondial la acea vreme, și unul european care râmâne încă în picioare.
Revoluția Română din 1989 a condus țara către o piață liberă și, ulterior, mai mulți jucători ai echipei din anii 1980 au plecat la alte cluburi din vest. După o scurtă perioadă de recul, a urmat o recuperare rapidă, iar Steaua a reușit o serie de șase campionate consecutive între 1992-93 și 1997-98 pentru a egaliza performanța din anii 1920 a echipei Chinezul Timișoara și, de asemenea, alte trei cupe în 1995-96, 1996-97 și 1998–99. La nivel internațional, clubul a reușit, de asemenea, să ajungă în faza grupelor Ligii Campionilor trei ani la rând între 1994–95 și 1996–97.

### Separarea de Armata Română
În 1998, secția de fotbal s-a separat de CSA Steaua și a primit în concesiune pe 20 de ani denumirea de „Steaua”, luând numele de FC Steaua București, clubul fiind condus de către omul de afaceri Viorel Păunescu. În acea perioadă, clubul a intrat rapid în datorii. Lui George Becali, alt afacerist, i-a fost oferită funcția de vice-președinte, cu speranța că va investi îndeajuns de mulți bani în club. Becali a investit, majorările de capital făcând ca el să dețină majoritatea acțiunilor în 2002, transformând compania guvernantă în una publică în 2003. Deși contestat de către o parte a suporterilor, Becali a introdus diverse planuri manageriale pentru club.

### Procesul Steaua vs FCSB
În decembrie 2014, în urma acțiunilor în justiție din partea fostului club părinte CSA Steaua, clubul susținut de Becali și-a pierdut dreptul de a utiliza marca „Steaua”, utilizarea acesteia nefiind niciodată aprobată de CSA Steaua București. Clubul care a acționat ca Steaua de-a lungul acestui timp a fost convocat să-și schimbe numele și sigla; în prezent, acesta este numit oficial SC FC FCSB SA și continuă să joace în Liga I. Un alt proces în curs a fost inițiat de CSA Steaua, susținând că FC FCSB trebuie să plătească aproape 37 de milioane de euro ca despăgubire pentru faptul că a folosit în mod ilegal marca Steaua din 2003. În iulie 2019, a fost pronunțată hotărârea în favoarea CSA Steaua, care poate fi atacată.
Potrivit comentariilor făcute de Constantin Danilescu (fost angajat al Stelei care a lucrat pentru club până în 1999), în timpul separării din 1998, CSA Steaua nu a renunțat la dreptul de proprietate asupra numelui, onorurilor sau mărcii echipei, așa cum se credea până în 2017. Clubul a permis doar organizația non-profit cu care a colaborat pentru a utiliza aceste elemente, dar organizația non-profit nu a avut niciodată dreptul de a le vinde, punând la îndoială afirmațiile conform cărora FCSB deține titlurile câștigate înainte de preluarea de către Becali.

### Accederea în eșaloanele superioare
După recuperarea legală a brandului, CSA Steaua București a cumpărat clubul de fotbal AS Regal Sport Club Ferdinand contra sumei de 60.000 de euro și a intrat în sezonul 2017–18 al Ligii a IV-a. Finanțată de Primăria Sectorului 5, Ministerul Apărării Naționale, precum și de fanii echipei, obiectivul echipei este de a promova în fiecare an în liga superioară, până ajunge în Liga I, o cronologie care trebuie să coincidă cu deschiderea noului stadion Ghencea.
În aprilie 2018, Steaua București a jucat un meci de ligă acasă împotriva AS Academia Rapid, principalul club stabilit de susținătorii vechiului FC Rapid București. Datorită profilului ridicat al echipelor, meciul a fost mutat pe Arena Națională și a atras un număr de 36.277 de spectatori, stabilind un record național pentru ligile inferioare; Rapid București a câștigat cu 3–1 pentru a-și consolida poziția în fruntea clasamentului, cu Steaua la cinci puncte în urmă pe locul al doilea. Echipa a ajuns în play-off-urile de promovare în primele două sezoane, dar a pierdut de fiecare dată. Steaua a obținut în cele din urmă promovarea la sfârșitul sezonului 2019–20.
După un sezon dominant în Liga a III-a, Steaua s-a calificat în barajele de promovare/menținere. Trecând de Mostiștea Ulmu (4-0 la general), și de CS Afumați (4-1 la general), Steaua a promovat în Liga a II-a. După un sezon de acomodare în liga a II-a, Steaua a terminat pe un meritoriu loc 4, ce i-ar fi dat dreptul să participe la barajul de promovare în Liga I, dar forma de organizare a clubului nu a permis lucrul acesta.

## Cronologia numelui
| Nume                                                    | Perioada                |
| ------------------------------------------------------- | ----------------------- |
| ASA București (Asociația Sportivă a Armatei București)  | 7 iunie 1947–1948       |
| CSCA (Clubul Sportiv Central al Armatei)                | 1948-1950               |
| CCA (Casa Centrală a Armatei)                           | 1950-1961               |
| CSA Steaua București (Clubul Sportiv al Armatei Steaua) | 1961-1998, 2017-prezent |

## Palmares
Notă: Începând cu iunie 2018, UEFA și LPF o consideră pe FC FCSB continuatoarea clubului istoric FC Steaua și atribuie tot palmaresul din 1947 acelei entități. Cu toate acestea, proprietatea asupra numeroaselor trofee câștigate între 1947 și 2003 este contestată, secția de fotbal reînființată al fostului club părinte CSA Steaua revendicându-le în urma unor dispute legale între cele două organizații. În iulie 2019, CSA Steaua a câștigat o primă hotărâre judecătorească cu privire la litigiul pentru palmares. Cu toate acestea, hotărârea nu este definitivă. CSA Steaua a câștigat o altă hotărâre judecătorească împotriva FC FCSB în iunie 2021. Această hotărâre nu este definitivă, dar are un titlu executoriu. Conform celei mai noi decizii judecătorești, CSA Steaua deține tot palmaresul până în 1998.
| Competiții naționale | Competiții internaționale |
| Liga I / Divizia A Campioni (20) – Record: 1951, 1952, 1953, 1956, 1959–60, 1960–61, 1967–68, 1975–76, 1977–78, 1984–85, 1985–86, 1986–87, 1987–88, 1988–89, 1992–93, 1993–94, 1994–95, 1995–96, 1996–97, 1997–98 Vicecampioni (9): 1954, 1957–58, 1962–63, 1976–77, 1979–80, 1983–84, 1989–90, 1990–91, 1991–92 Liga a III-a Campioni (1): 2020–21 Liga a IV-a – București Campioni (1): 2019–20 Vicecampioni (2): 2017–18, 2018–19 Cupa României Câștigători (19) – Record: 1948–49, 1950, 1951, 1952, 1955, 1961–62, 1965–66, 1966–67, 1968–69, 1969–70, 1970–71, 1975–76, 1978–79, 1984–85, 1986–87, 1988–89, 1991–92, 1995–96, 1996–97 Finaliști (7): 1953, 1963–64, 1976–77, 1979–80, 1983–84, 1985–86, 1989–90 Cupa României – București Câștigători (2): 2018–19, 2019-20 Finaliști : (1): 2017–18 Supercupa României Câștigători (3): 1994, 1995, 1998 | Liga Campionilor / Cupa Campionilor Europeni Câștigători (1): 1985–86 Finaliști (1): 1988–89 Supercupa Europei Câștigători (1): 1986 Cupa Intercontinentală Finaliști (1): 1986 |

## Stadion

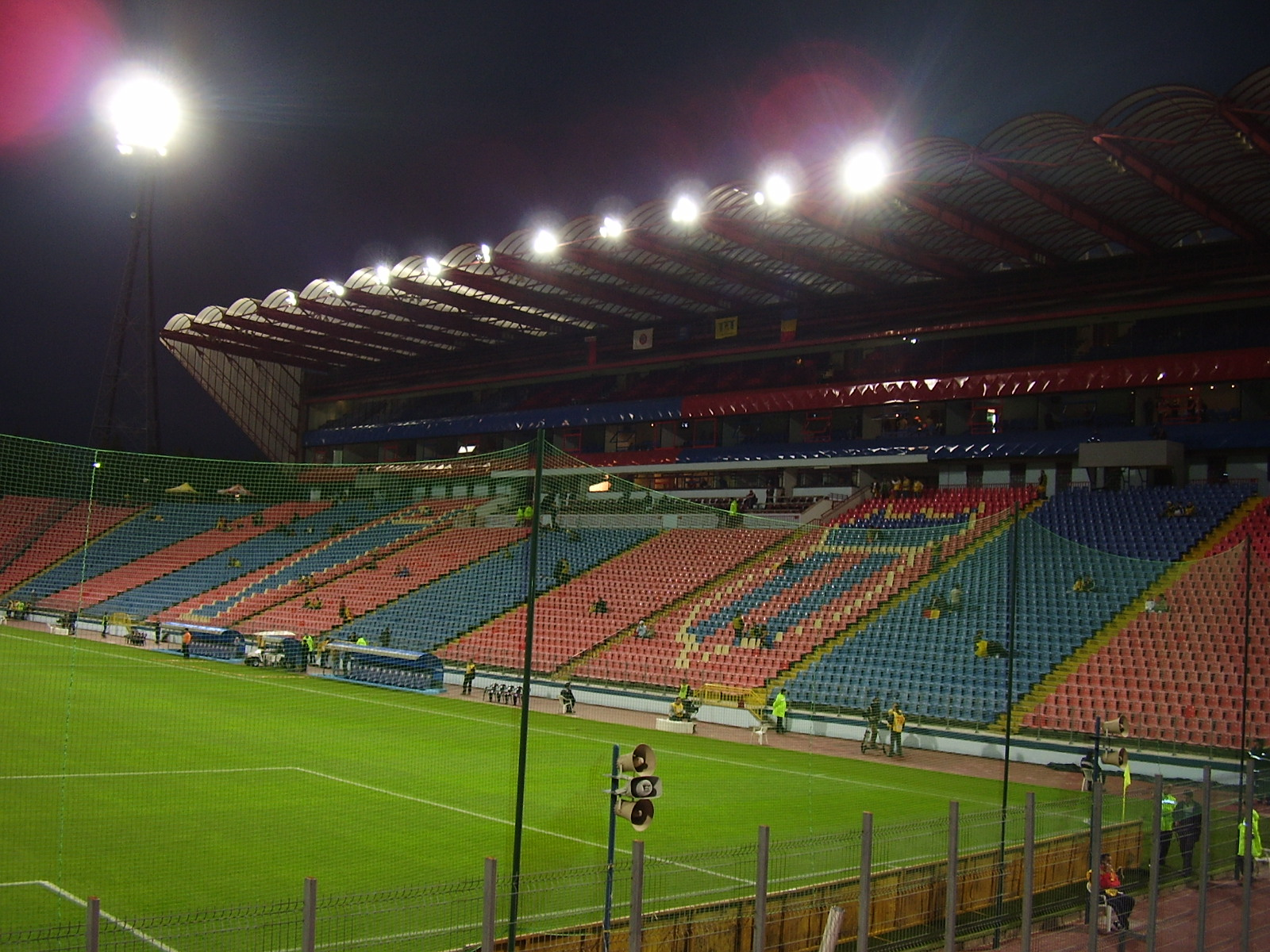
Vechiul stadion Steaua

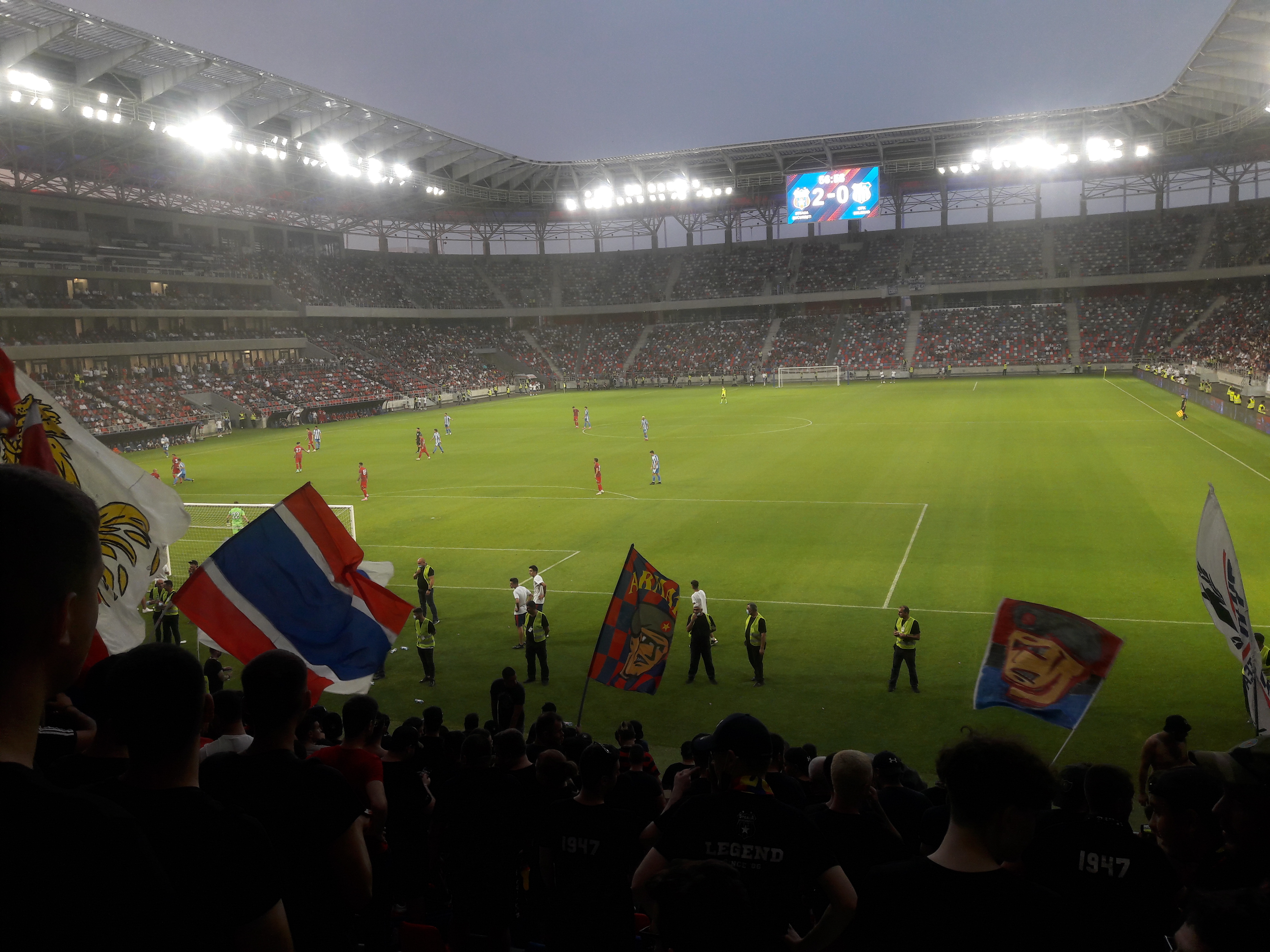
Noul stadion Steaua

Steaua a jucat primele trei meciuri din istoria sa pe stadionul demolat Venus. Deschis în 1931, locația fusese anterior în proprietatea Venus București, un club desființat în 1949. După demolarea stadionului prin ordinul regimului comunist, Steaua a jucat meciurile de acasă pe oricare dintre cele mai mari trei stadioane polivalente din București: ANEF, Republicii (construit în 1926 și demolat în 1984 pentru a face loc construirii Casei Poporului) și 23 August (construit în 1953). Dintre acestea două, 23 August (denumit mai târziu, Național) a fost utilizat în cea mai mare parte atunci când două meciuri între cluburile bucureștene erau programate în aceeași zi sau pentru meciurile europene importante, în timp ce Republicii pentru meciuri în campionat.
Din 1974 până în 1998, Steaua și-a jucat meciurile de acasă pe Stadionul Ghencea, un stadion de fotbal situat în sud-vestul Bucureștiului. Parte a Complexului Sportiv Steaua, a fost inaugurat pe 9 aprilie 1974, când Steaua a jucat un meci amical împotriva OFK Belgrad, moment în care era primul stadion construit vreodată în România comunistă, fără facilități de atletism. Stadionul a fost construit prin ordin al Ministerului Apărării Naționale în interiorul unei foste baze militare. Capacitatea inițială era de 30.000 pe bănci. O renovare generală a avut loc în 1991; aceasta a inclus instalarea scaunelor, care au scăzut capacitatea la 28.365.
Vechiul stadion a fost demolat pentru a fi construit unul modern. Stadionul care a costat 100 de milioane de euro, a fost folosit drept teren de antrenament pentru Euro 2020.  Inaugurarea noului stadion a avut loc în 7 iulie 2021, când Steaua a jucat un meci amical tot împotriva OFK Belgrad. În interiorul stadionului s-a inaugurat și sala Sevilla.

## Suporteri
În timp ce grupurile ultras au încetat să participe la meciuri în timpul cererii Curții ca FCSB să nu aibă drepturile de a fi Steaua, spectatorii obișnuiți (cetățenii) și-au continuat prezența la meciurile de pe Arena Națională și formează acum majoritatea sprijinului pentru FCSB, în special în meciurile europene.
Încă de la decizia Curții din 2014, Peluza Sud a adoptat pe deplin echipa de fotbal a armatei și reprezintă o prezență constantă la meciurile echipei.

## Lotul actual
Lotul Stelei pentru sezonul 2019-2020 este:
| Nr. |         | Poziție | Jucător               |
| --- | ------- | ------- | --------------------- |
| 1   | România | P       | Mihai Placintă        |
| 3   | România | F       | Mihai Zamfir          |
| 4   | România | F       | Ștefan Pădureț        |
| 7   | România | M       | Florin Răsdan         |
| 8   | România | M       | Alexandru Aldea       |
| 14  | România | A       | Adrian Ilie           |
| 17  | România | M       | Alin Robu             |
| 22  | România | P       | Horia Iancu (Captain) |
| —   | România | F       | Sergiu Bactăr         |
| —   | România | F       | Victor Manu           |

| Nr. |         | Poziție | Jucător            |
| --- | ------- | ------- | ------------------ |
| —   | România | F       | Ovidiu Morariu     |
| —   | România | M       | Liviu Băjenaru     |
| —   | România | M       | Sebastian Chitoșcă |
| —   | România | M       | Rareș Enceanu      |
| —   | România | M       | Cosmin Mihai       |
| —   | România | M       | Marian Neagu       |
| —   | România | M       | Andrei Neagoe      |
| —   | România | A       | Cristian Dănălache |
| —   | România | A       | Róbert Elek        |
| —   | România | A       | Ovidiu Marin       |